# Walter Würdemann
Walter Würdemann (* 4. März 1912 in Geestemünde; † 10. Februar 1995 in Bremerhaven) war ein deutscher Politiker (SPD). Er war Mitglied der Bremischen Bürgerschaft.

## Biografie

### Ausbildung und Beruf
Würdemann lernte nach der Mittleren Reife seit 1927 den Beruf eines Kaufmanns und war dann kaufmännischer Angestellter, seit 1933 bei der Gemeinnützigen Wohnungsfürsorge und beim Mieterverein Bremerhaven. Von 1941 bis 1945 diente er bei der Kriegsmarine und war zuletzt Maat.
Nach dem Krieg nahm er seine alten Tätigkeiten wieder auf und er war seit 1953 Geschäftsführer der Gesellschaft.

### Politik
Würdemann war 1934 Mitglied der SA, von 1937 bis 1941 Mitglied der NSDAP und von 1937 bis 1944 der Nationalsozialistischen Volkswohlfahrt (NSV).
1948 wurde er aufgrund der Weihnachtsamnestie als nicht betroffen entnazifiziert
Nach dem Krieg wurde er Mitglied der SPD.
Er war von 1967 bis 1979 rund 12 Jahre lang Mitglied der Bremischen Bürgerschaft und in verschiedenen Deputationen der Bürgerschaft tätig.